# Miguel Indurain
Miguel Indurain durante uma entrevista.

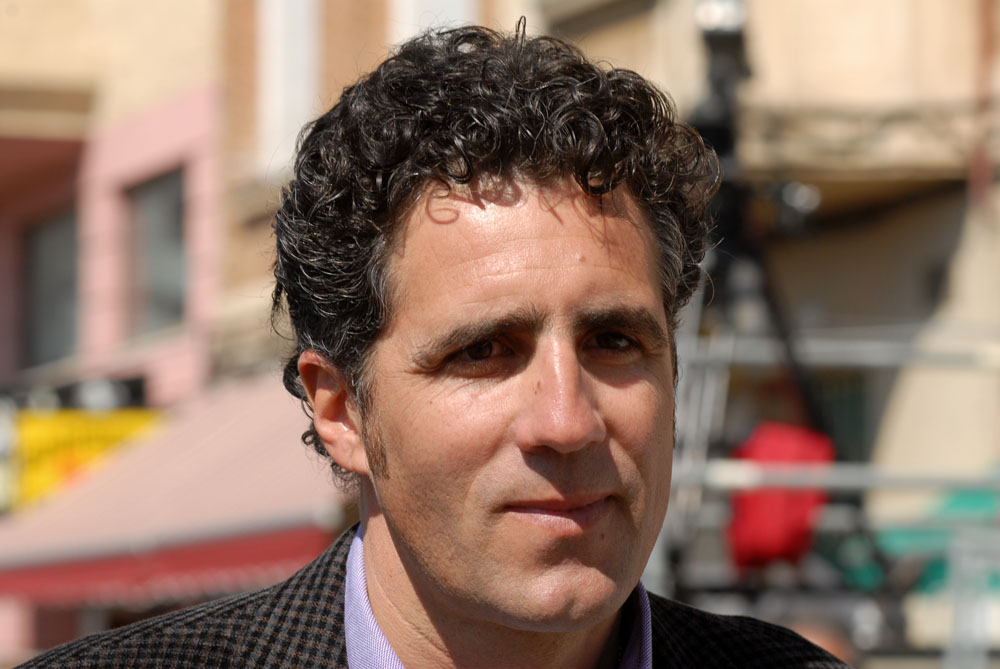
Miguel Indurain

Miguel Indurain Larraya, antigo ciclista espanhol nascido em Villava (Navarra, Espanha) em 16 de julho de 1964. Venceu o Tour de France durante cinco anos consecutivos. Foi ainda galardoado com o prémio Príncipe de Asturias de los Deportes em 1992.

## Biografia
Começou a sua carreira profissional em 1984 ao assinar com a equipa Reynolds, depois de ter passado os oito anos anteriores na equipa Villavés. No ano em que passou a profissional participou nos Jogos Olímpicos de Los Angeles, tendo terminado a temporada com dez vitórias.
Em 1985 participou pela primeira vez na Volta à França (Tour de France) e liderou a Volta à Espanha durante quatro dias.
Durante alguns anos correu o Tour ajudando o seu companheiro de equipa Pedro Delgado, o qual ganhou a corrida francesa em 1988.
Em 1989 tornou-se o primeiro espanhol a ganhar a clássica Paris-Nice e ganhou pela primeira vez uma etapa do Tour.
Ganhou pela primeira vez a Volta à França em 1991 arrebatando ainda a vitória em duas etapas.
Na temporada seguinte (1992) conseguiu ganhar duas das três grandes provas por etapas (o Tour e o Giro, disputados respectivamente em França e em Itália), sendo ainda o primeiro espanhol a ganhar a corrida italiana. Em 1993 repetiu ambas as vitórias.
Em 1994 ganhou o Tour pela quarta vez consecutiva, contudo o russo Eugeni Berzin bateu-o no Giro. Em Setembro deste ano conseguiu bater o recorde da hora, destronando Chris Boardman o anterior recordista. Contudo, passado apenas um mês, o suíço Tony Rominger melhorou a marca de Induráin.
Em 1995 ganhou pela última vez a Volta à França, sendo este o seu quinto triunfo consecutivo, ganhando ainda o campeonato do mundo de contrarrelógio.
Na sua última temporada conseguiu arrecadar o título olímpico de contrarrelógio individual nos Jogos Olímpicos de Atlanta 1996.
A 2 de Janeiro de 1997 anunciou publicamente que se iria retirar do ciclismo profissional.

## Palmarés resumido
- Vencedor da Volta à França desde 1991 até 1995.
- Vencedor da Volta à Itália de 1992 e 1993.
- Vencedor da Volta à Catalunha de 1988, 1991 e 1992.

Recorde da Hora em 1994 com 53,040Km
- Dauphiné Libéré (1995, 1996)
- Paris-Nice (1989, 1990)
- Clásica de San Sebastián (1990)
- Critérium International (1989)
- Tour of Catalonia (1988, 1991, 1992)
- Tour de l'Avenir (1986)

No Campeonato do Mundo de ciclismo
- Na prova de fundo: Medalha de bronze em 1991 e medalha de prata em 1993 e 1995.
- Na prova de contra-relógio: Medalha de ouro em 1995.
- Medalha de ouro na prova de contra-relógio dos Jogos Olímpicos de Atlanta em 1996.